# Safri Duo
A Safri Duo egy dán ütős duó, melynek tagja Uffe Savery (Koppenhága, 1966. április 6. –) és Morten Friis (1968. augusztus 21. –). Eredetileg klasszikus zenét játszottak, majd 1999-től elkezdtek az elektronikus zene irányába nyitni, melyet több más stílussal, pl. világzenével. Ennek eredménye lett első nagy sikerük, a 2000-ben kiadott „Played-A-Live (The Bongo Song)”, mely Európában az egyik legsikeresebb dal volt abban az évben.

## Történet

### Korai évek
Uffe és Morten 1977-ben találkoztak a koppenhágai Tivoliban, ahol mindketten tagjai voltak a park fiúzenekarának. Mindketten a Dán Királyi Konzervatóriumban (Det Kongelige Danske Musikkonservatorium) tanultak, itt alapították meg az együttesüket is, melynek neve családneveiknek első szótagjából ered (Savery + Friis). Első lemezeiken klasszikus zeneszerzők (pl. Bach, Mendelssohn, Ravel, Reich, Nørgård, Ter Veldhuis) műveit játszották, kiadójuk a Chandos Records volt. Ezeket a műveket főként marimbán és vibrafonon játszották.

### Populáris sikerek
2000 elején elkészült a „The Bongo Song” című számuk, melynek producere Michael Parsberg volt, és gyorsan a klubok kedvence lett. A dalt hamarosan az MTV Europe zenetévé is sugározni kezdte. A törzsi dobokon és a trance zenén alapuló dal az év végére az egyik legtöbbet hozó zeneszám lett. Része lett a sydneyi 2000. évi nyári olimpiai játékok nyitóceremóniájának, majd 2001-ben a koppenhágai Eurovíziós Dalfesztivál szavazás előtti szünetében is ezt a dalt adták elő. Szintén ezt a számot játszották a 2002-es, Manchesterben rendezett Nemzetközösségi Játékok alatt is.
Új albumuk 2001. június 4. jelent meg Episode II címmel. Kilenc zeneszámot tartalmazott, egy kivételével elektronikus-ütős stílusú volt, az egyetlen „Adagio” című maradt hű az előző lemezek hangzásvilágához. Később újra kiadták az albumot, de ekkor már egy remix-CD-t is csomagoltak mellé. 2002. szeptember 30-án megjelent a „Sweet Freedom” című single, melyet Michael McDonald-dal együtt vettek fel. Később single-ként megjelentették a „Samb-Adagio” és a „Baya Baya” című dalokat is. A „The Bongo Song” a cancúni Coco Bongo klub hivatalos himnusza lett, melyet minden nyitáskor lejátszanak.

### 3.0
2003-ban megjelent a 3.0 című új albumuk, melyen sok számban közreműködött Clark Anderson is (pl. „All the People in the World”, „Agogo Mosse” és „Laarbasses”). A „Rise” nagy sikert ért el, később kiadtak egy új verziót is, melynek a címe „Rise (Leave Me Alone)” lett. 2004-ben kiadták az album remixekkel kiegészített változatát „3.5 - International Verison” címmel, melyen ismét szerepelt Clark Anderson.
A Safri Duo közreműködött Jean-Michel Jarre „AERO” koncertjén is a „Rendez-vous 4.” című számban.

### Origins
A Safri Duo utolsó albuma az Origins, melyet 2008. november 17-én adtak ki.

## Diszkográfia

### Albumok
- Turn Up Volume (1990)
- Works for Percussion (1995)
- Lutoslawski, Bartók, Helweg (1995)
- Percussion Transcriptions (1995)
- Goldrush (1996)
- Bach to the Future (1998)
- Episode II (2001)
- 3.0 (2003)
- Origins (2008)
- Greatest Hits (2010)

### Single lemezek
- Played-A-Live (The Bongo Song) (2000)
- Samb-Adagio (2001)
- Baya Baya (2001)
- Sweet Freedom (Michael McDonalddal) (2002)
- Fallin' High (2003)
- All the People in the World (Clark Andersonnal) (2003)
- Rise (Leave Me Alone) (Clark Andersonnal) (2004)
- Knock on Wood (Clark Andersonnal) (2004)
- Twilight (2008)
- Helele (Velilével) (2010)
- Mad World (Michael Parsberggel és Isam Bachirivel) (2010)

## Külső hivatkozások
- Hivatalos oldal Archiválva 2008. február 3-i dátummal a Wayback Machine-ben
- Safri Duo a MySpace-en

## Fordítás
- Ez a szócikk részben vagy egészben  a   Safri Duo című angol Wikipédia-szócikk ezen változatának fordításán alapul.  Az eredeti cikk szerkesztőit annak laptörténete sorolja fel. Ez a jelzés csupán a megfogalmazás eredetét és a szerzői jogokat jelzi, nem szolgál a cikkben szereplő információk forrásmegjelöléseként.